# شهرستان ایری (پنسیلوانیا)
شهرستان اری، پنسیلوانیا (به انگلیسی: Erie County, Pennsylvania) شهرستانی در ایالات متحده آمریکا است که در پنسیلوانیا واقع شده‌است.

## خصوصیات
شهرستان اری ۴٬۰۳۵٫۲۲ کیلومترمربع مساحت دارد.